# Матфред (виконт Нарбонны)

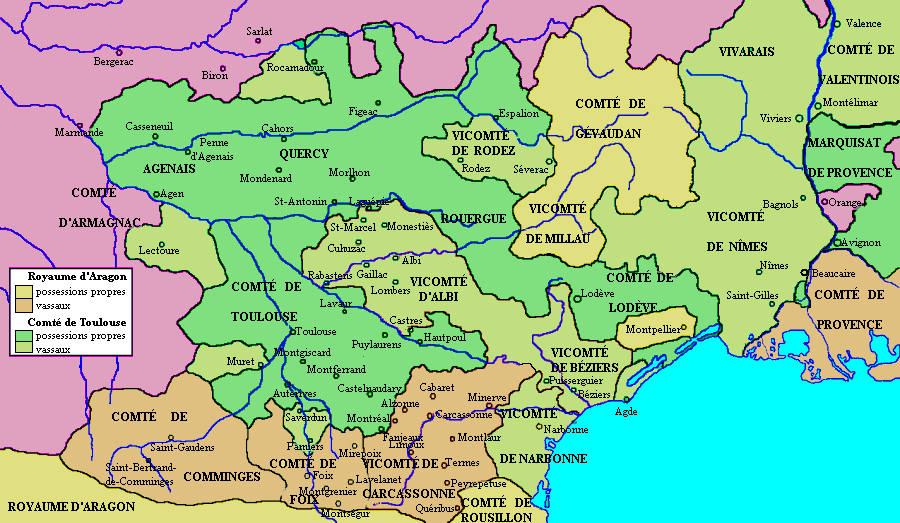
Виконтство Нарбонна на карте Окситании

Матфред (920/925 — 969) — виконт Нарбонна с ок. 934 года. Сын Одона (Эда) де Нарбонн и Рикильды Барселонской.

## Биография
Наследовал отцу ок. 934 года. До совершеннолетия находился под опекой матери.
В 952 году за 3 тысячи су купил сеньорию Крейссан и в 959 году за ту же сумму продал её архиепископу Эмери.
В 954 году путём обмена приобрёл у графа Тулузы Раймонда Понса сеньорию Монлоре в Лигурии.

## Семья
Жена — Аделаида (ум. не ранее 990). Её происхождение не выяснено. Версии:
- дочь тулузского графа Раймонда Понса;
- дочь Арно I, графа де Комменж;
- дочь Атона, виконта Альби.

Дети:
- Раймон I (ок.960 — 1019), виконт Нарбонна
- Эрменго (ум. 1019), архиепископ Нарбонна с 977
- Трудгарда (ум. 978) аббатиса в Нарбонне.